# Mysifaun erigens
Mysifaun erigens är en kräftdjursart som beskrevs av H. Wittmann 1996. Mysifaun erigens ingår i släktet Mysifaun och familjen Mysidae. Inga underarter finns listade i Catalogue of Life.